# Jean-Bernard Susperregui
Jean-Bernard Susperregui, né le 20 mars 1952 à Paris, est un sculpteur français. Ses œuvres sont monumentales, abstraites et réalisées en acier ou en inox.

## Biographie
Jean-Bernard Susperregui est né le 20 mars 1952 à Paris. Il travaille l'acier et l'inox. Il vit à Champdeuil depuis 1996.
« Dans un large éventail, écrit Caroline Edde, les sculptures de Jean-Bernard Susperregui englobent des contradictions apparentes; le vide et la forme, l’ouvert et le fermé, le positif et le négatif, le statique et le dynamique, la symétrie et la dissymétrie, la légèreté et la pesanteur. Loin de s’annuler entre elles, ces polarités se manifestent dans un jeu d’intercommunication favorisant de nouvelles relations. De ce dialogue incessant entre les éléments naissent de multiples configurations plastiques qui perturbent nos façons de penser l’espace. (...)
Chaque oeuvre est une invitation à jouer avec ces couples de contraires, à opérer des permutations, à rencontrer le simple et le complexe, à découvrir ce que le vide recèle et dissimule. »
Autodidacte, il réalise ses premières sculptures en 1969.
En 1975, il est repéré par Gilles Vallée qui l’expose à la galerie du Haut Pavé à Paris. Depuis les expositions s’enchaînent.
En 1998, il crée une œuvre monumentale, une fresque de huit cents mètres carrés d’acier et de rouille, pour le théâtre de Toulouse.
En 2002, il réalise une sculpture monumentale pour la ville de Corbeil-Essonnes.
En 2005, il est exposé à Londres par la Galerie Alice Mogabgab puis à Beyrouth, puis à la foire Art Paris au Grand Palais.
Ensuite il continue à exposer (Beyrouth, Bruxelles, Brest...) et à réaliser des sculptures monumentales.

## Œuvres
- Sculpture monumentale  à l'avenue Daumesnil[3] à Paris
- Sculpture monumentale pour la ville ce Corbeil-Essonnes (Essonne)
- Sculpture monumentale (collection privée)
- Fontaine monumentale (collection privée)
- Sculpture monumentale pour la ville de La Grande Paroisse (Seine-et-Marne)
- Sculpture monumentale pour la ville de Montereau-Fault-Yonne (Seine-et-Marne)
- Sculpture monumentale pour la collégiale Notre-Dame-et-Saint-Loup (Seine-et-Marne)
- Sculpture monumentale pour l'église Saint François d'Assise de Champagne sur Seine (Seine et Marne)
- Sculpture monumentale pour le parc de la mairie de La Ferté-Gaucher (Seine et Marne)

## Expositions
- 1977 : Exposition pendant le festival d'Avignon à Saint Laurent des Arbres (Gard)
- 1978 : Salon d'Art à Sauveterre (Gard)
- 1983 : Paris : Exposition au Grand Palais
- 1984 : Paris : Exposition au Grand Palais
- 1985 : Melun : Exposition internationale de sculpture contemporaine avec Hadju, Stahly, David et Marino Di Téana
- 1986 : Mandres les Roses (Val-de-Marne) : salon d'art et salon de Courcouronnes (Essonne)
- 1987 : Exposition personnelle à la galerie du Haut Pavé (Paris) / Exposition de groupe à la galerie du Haut Pavé (Paris)
- 1988 : Exposition contemporaine de Collioure (Pyrénées Orientales)
- Biennale de sculpture contemporaine d'Issy les Moulineaux (Hauts-de-Seine)
- Exposition personnelle à Garancières (Yvelines)
- 1989 : Sélection nationale Grand prix de France des Arts Plastiques
- Création de décor de théâtre "Casque Bleu" au festival d'Avignon
- 1990 : Biennale d'Issy les Moulineaux (Hauts-de-Seine) - 1er prix
- Salon Comparaison Grand Palais (Paris)
- Création du décor de théâtre "Mignonne, allons voir si la rose" Festival d'Avignon
- Exposition au centre Pablo Neruda à Corbeil Essonnes (Essonne)
- 1991 : Rencontre internationale de sculpture contemporaine ville des Andelys (Normandie)
- "SCULPSIT" sculpture contemporaine La Roseraie à Nantes
- Galerie Arte Viva (Levallois Perret)
- Théâtre scénographie et décor de "Zap ta tête" Compagnie du grand oeuvre (Toulon)
- Théâtre scénographie et décor de L'île des esclaves" et "la dispute" de Marivaux, Théâtre du dé à coudre à Paris.
- 1992 : Biennale internationale de Collioure (Pyrénées Orientales)
- Salon comparaison Grand Palais
- Grands et jeunes d'aujourd'hui Grand Palais (Palais)
- Vingt ans d'Arts Plastiques Les Hauts de Belleville (Paris) invité par Marino Di Téana
- Biennale de sculpture d'Issy Les Moulineaux (Hauts-de-Seine)
- Théâtre scénographie et décor de "l'alchimiste" (Ben Johnson) Cie de dé à coudre-théâtre Jacques Courivaux (Paris)
- 1993 : Les étés de la Vienne
- Festival des arts en pays montois
- Grands et jeunes d'aujourd'hui  Grand Palais
- Galerie Pascal Gabert (Paris)
- 1995 : Paris : Grand Hôtel Exposition personnelle
- 1996 : Aménage son atelier en Seine et Marne
- 1997 : Sculpture pour le Crédit Local de France
- 1998 : Création d'une fresque de 800 m2 au théâtre de Toulouse
- 1999 : création d'une œuvre pour Alias Communication
- 2000 : Création de décors
- 2001 : Paris : Exposition Galerie Claude Samuel[1]
- 2002 : Création d'une sculpture monumentale pour la ville de Corbeil-Essonnes
- Création de mobilier
- 2003 : Paris : Exposition Galerie Claude Samuel
- Création d'une sculpture monumentale (collection privée)
- 2004 : Madrid : Exposition A R C O présenté par la galerie Claude Samuel
- 2005 : Londres : Exposition Arndean Gallery directors of Mogabgab Gallery
- Paris :  Exposition Galerie Marie Demange[4]
- 2006 : Fontaine monumentale en inox (collection privée)
- 2007 : Beyrouth : Exposition Galerie Alice Mogabgab
- Création d'une ligne de mobilier pour la société B.S.B.
- 2008 : Wittelsheim : Exposition de sculptures monumentales
- 2009 : Paris : Exposition Galerie Marie Demange
- 2010 : château de Plessis-lèz-Tours[5]
- 2011 : Art Paris au Grand Palais : Exposition Galerie Alice Mogabgab
- Sculpture monumentale pour la ville de La Grande Paroisse.
- 2012 : Beyrouth : Exposition Galerie Alice Mogabgab (article paru dans L'orient-Le Jour)
- Abbaye de Cercanceaux (Seine-et-Marne) : Exposition Centre d'Art Contemporain International
- 2013 : Art Paris au Grand Palais : Exposition Galerie Alice Mogabgab
- 2014 : Sculpture Monumentale en hommage aux travailleurs de Kuhn-Nodet pour la ville de Montereau-Fault-Yonne sous le parrainage d'Yves Jégo
- 2015 : Beyrouth : Exposition Galerie Alice Mogabgab
- Réalisation d'un autel pour l'église de Champdeuil
- 2016 : Création de sculptures pour collectionneurs.
- Moret-sur-Loing : Exposition au prieuré de Pont-Loup
- 2018 : Montereau-Fault-Yonne : sculpture monumentale pour la collégiale Notre-Dame-et-Saint-Loup
- 2019 : Bruxelles : Exposition Galerie Alice Mogabgab
- Brest : Exposition à l’espace d’art Le Comoedia[6]
- Sortie du livre Jean-Bernard Susperregui Sculpteur
- 2021 : Création de sculptures pour des collectionneurs
- 2022 : Brest : Exposition à la galerie d'art Le Comoedia
- Beyrouth : Exposition Galerie Alice Mogabgab
- Melun : Galerie Saint Jacques exposition de groupes
- 2023 : Octobre : Champagne sur Seine : Christ monumental pour l'église Saint François d'Assise.
- Décembre : La Ferté-Gaucher : Inauguration d'une sculpture monumentale pour le parc de la mairie.